# 応長
応長（、旧字体：應長）は、日本の元号の一つ。延慶の後、正和の前。1311年から1312年までの期間を指す。この時代の天皇は花園天皇。鎌倉幕府将軍は守邦親王、執権は北条師時、北条宗宣。

## 改元
- 延慶4年4月28日（ユリウス暦1311年5月17日）：疫病により改元。
- 応長2年3月20日（ユリウス暦1312年4月27日）：正和に改元。

## 応長期におきた出来事
元年
- 10月3日：北条宗宣、第11代執権となる。

### 死去
- 元年 
  - 9月22日：北条師時（鎌倉幕府執権、享年37）
  - 10月26日：北条貞時（鎌倉幕府執権、享年41）

横浜市の富岡八幡宮等の言い伝えで、応長年間に大津波があったとされるが、それ以外の記録はなく、存否や詳細は不明。

## 西暦との対照表
※は小の月を示す。
| 応長元年（辛亥） | 一月※     | 二月 | 三月  | 四月※ | 五月※ | 六月 | 閏六月※ | 七月※ | 八月  | 九月※ | 十月   | 十一月 | 十二月※   |
| ---------------- | --------- | ---- | ----- | ----- | ----- | ---- | ------- | ----- | ----- | ----- | ------ | ------ | --------- |
| ユリウス暦       | 1311/1/21 | 2/19 | 3/21  | 4/20  | 5/19  | 6/17 | 7/17    | 8/15  | 9/13  | 10/13 | 11/11  | 12/11  | 1312/1/10 |
| 応長二年（壬子） | 一月      | 二月 | 三月※ | 四月  | 五月※ | 六月 | 七月※   | 八月  | 九月※ | 十月※ | 十一月 | 十二月 |           |
| ユリウス暦       | 1312/2/8  | 3/9  | 4/8   | 5/7   | 6/6   | 7/5  | 8/4     | 9/2   | 10/2  | 10/31 | 11/29  | 12/29  |           |